# Алимарданов, Файзулло
Файзулло Алимарданов (узб. Файзулло Алимордонов; 1903 год, кишлак Ходжабайкул, Гиссарское бекство, Бухарский эмират — 1963 год, кишлак Ходжабайкул, Орджоникодзеабадский район) — звеньевой колхоза имени Тельмана Орджоникидзеабадского района Сталинабадской области, Таджикская ССР. Герой Социалистического Труда (1948).

## Биография
Родился в 1903 году в семье дехканина в кишлаке Ходжабойкул Гиссарского бекства. Трудовую деятельность начал 16-летним подростком. Занимался выпасом скота. С начала 1930-х годов трудился рядовым колхозником, звеньевым в местном хлопководческом колхозе (позднее — имени Тельмана Орджоникидзеабадского района). С 1942 года участвовал в Великой Отечественной войне. В 1944 году демобилизовался и возвратился в родной колхоз, где продолжил возглавлять хлопководческое звено.
В 1947 году звено Файзулло Алимарданова собрало в среднем по 85,6 центнера хлопка-сырца с каждого гектара на участке площадью 5 гектаров. Указом Президиума Верховного Совета СССР от 1 марта 1948 года «за получение высокого урожая хлопка при выполнении колхозом обязательных поставок и натуроплаты за работу МТС в 1947 году и обеспеченности семенами зерновых культур для весеннего сева 1948 года» удостоен звания Героя Социалистического Труда с вручением Ордена Ленина и золотой медали Серп и Молот.
Этим же указом званием Героя Социалистического Труда были удостоены председатель колхоза Джалмат Гаибов и труженик колхоза звеньевой Ута Курбанов.
В 1951 году вступил в КПСС.
После выхода на пенсию проживал в родном кишлаке Ходжабойкул, где скончался в 1963 году.